# Church Island (Lough Owel)

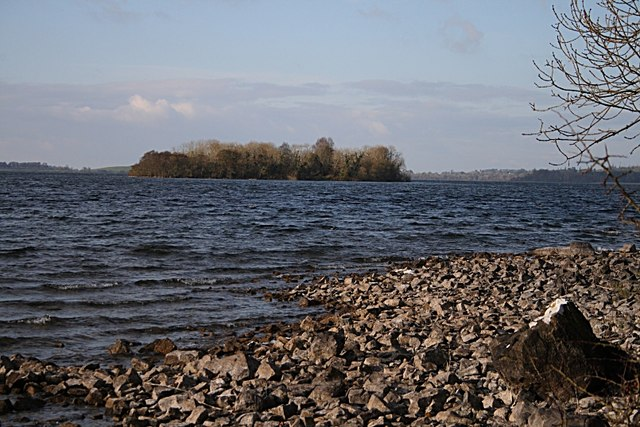
Church Island

Church Island (irisch Inis Mór – die große Insel genannt), das früher zur Gemeinde Mullingar gehörte, ist die größte Insel im Lough Owel, einem Ramsar-Gebiet im County Westmeath in Irland. Es gibt im Lough Owel noch drei kleinere Inseln: Srudarra, Lady’s und Carrickphilbin Island.
Auf Church Island liegt eine von einem Friedhof umgebene kleine Kirchenruine, das St. Loman’s Oratory. Die letzte Beerdigung soll im frühen 19. Jahrhundert stattgefunden haben.

## Überlieferung
Die Überlieferung besagt, dass der Einsiedler St. Loman hier lebte und sich von Pferdeeppich (Smyrnium olusatrum, auch Gespenst-Gelbdolde, Alisander oder Smyrnerkraut genannt) ernährte. Die Pflanze ist noch heute auf der Insel zu finden. In Irland ist Smyrnium olusatrum ein Neophyt.
Der Wikinger Turgesius soll 845 im Lough Owel von Máel Sechnaill I auch Máel Sechnaill mac Máel Ruanaid (gest. 862) ertränkt worden sein.